# Старые Петушки
Ста́рые Петушки́ — деревня в Петушинском районе Владимирской области России, центр Петушинского сельского поселения.

## География
Деревня расположена на федеральной автомобильной дороге М7 «Во́лга», на западе примыкает к городу Петушки.

## История
Деревня Петушки впервые упоминается в переписных книгах 1678 года на землях Троицкого монастыря. В переписных книгах 1705 года в деревне числилось 76 дворов с населением 219 душ мужского пола.
Деревня Петушки упоминается нидерландским художником и путешественником де Брюйном, посетившем Московию в 1703 году в правление Петра I. Русский перевод книги под названием «Путешествие через Московию Корнелия де Бруина» был издан в 1873 году при участии О. М. Бодянского, и на тот момент в деревне Петушки при реке Берёзовке в 18 верстах от Покрова насчитывалось 118 дворов и 900 душ обоего пола.
В конце XIX — начале XX века деревня входила в состав Аннинской волость Покровского уезда Владимирской губернии, с 1921 года — в составе Орехово-Зуевского уезда Московской губернии. В 1859 году в деревне числилось 118 дворов, в 1905 году — 135 дворов.
С 1929 года деревня являлась центром Петушинского сельсовета Петушинского района Московской области, с 1944 года — в составе Владимирской области, с 2005 года — центр Петушинского сельского поселения.
В деревне жила народная сказительница Елена Васильевна Волкова.

## Население
В 1900 году в деревне насчитывалось 219 дворов, 1277 жителей, из них 588 мужского пола, 689 женского. 
| 1859 | 1897  | 1905  | 1926  | 2002 | 2010 | 2021 |
| ---- | ----- | ----- | ----- | ---- | ---- | ---- |
| 905  | ↗1203 | ↗1226 | ↗1624 | ↘411 | ↗445 | ↘294 |

## Инфраструктура
В деревне расположены Петушинская районная больница, петушинское отделение Бюро судебно-медицинской экспертизы